# Nicolás Lapentti
Nicolás Lapentti (Guayaquil, 13 de Agosto de 1976) é um ex tenista profissional equatoriano, que alcançou o posto de número 6 do mundo.

## Biografia

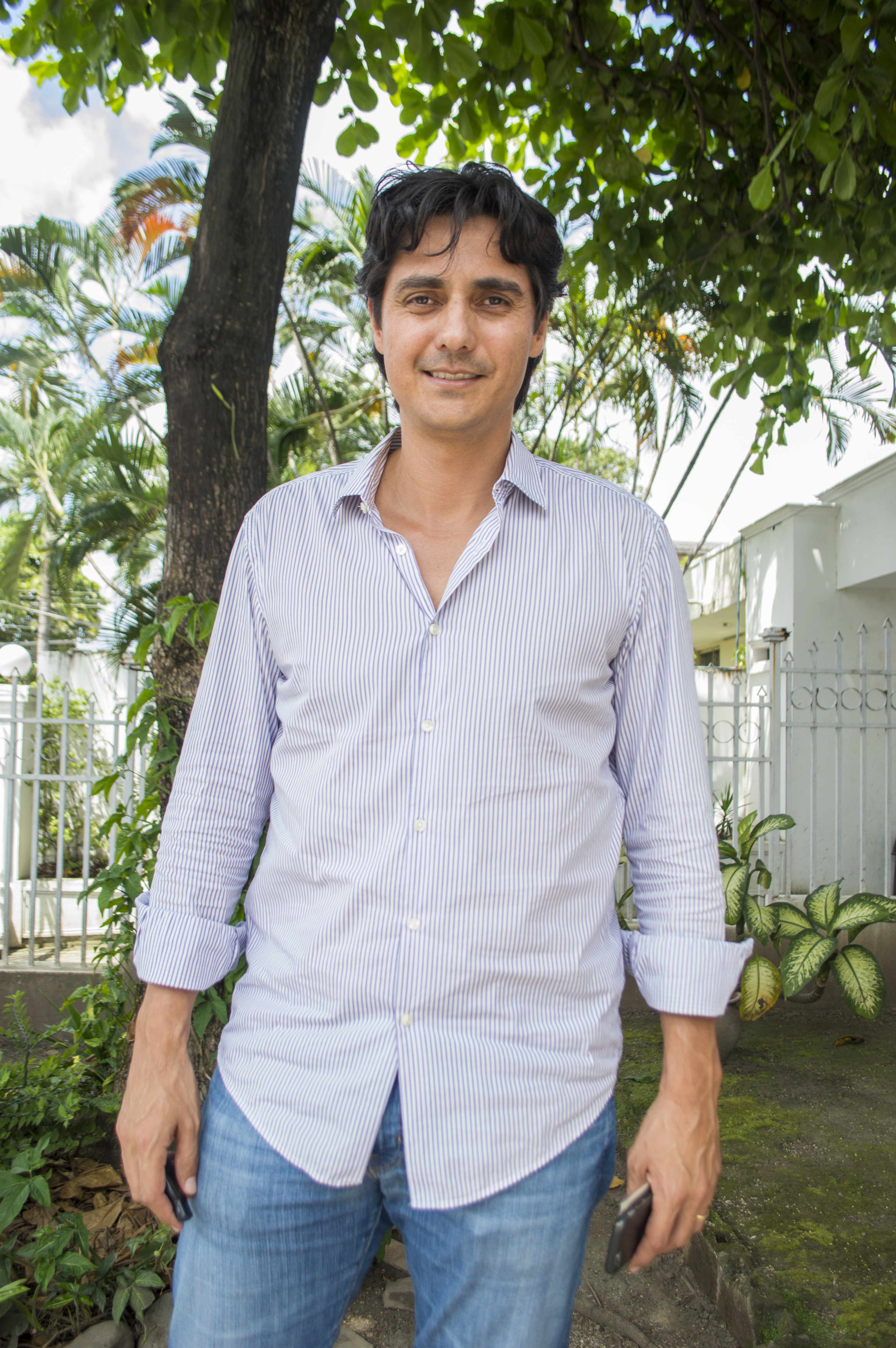
Nicolás Lapentti.

Com seis anos iniciou-se no tênis. Como juvenil, ganhou o torneio do Banana Bowl em 1994 e ainda conquistou Roland Garros e o U.S. Open em duplas com Gustavo Kuerten, seu principal amigo no circuito desde juvenil. 
Tenista equatoriano vitorioso, que atuou no circuito da ATP a partir de 1995, levantou cinco troféus de simples e três em duplas. Seu principal período foi durante o ano de 1999, quando faturou títulos que lhe renderam sua melhor posição na ATP, alcançando o posto de número 6° do mundo.
Nicolás Lapentti é apontado como o melhor tenista equatoriano depois de Andrés Gómez. Ele tem um irmão que atua no tênis profissional, Giovanni Lapentti, com quem já conquistou títulos em duplas, e foi seu parceiro de duplas no circuito e partidas pela Copa Davis.
Nicolás disputou a Copa Davis pela equipe equatoriana desde 1993, quando tinha dezessete anos de idade, além de ser o jogador que mais atuou por seu país, e foi decisivo no histórico confronto contra a Grã Bretanha, em 2000. No qual o Equador venceu dentro de Wimbledon.
Foi ainda semi-finalista do Open da Austrália de 2000, seu principal resultado em Grand Slam. Também disputou os Jogos Olímpicos de Verão de Atlanta em 1996. Sua última aparição em Grand Slam foi uma derrota para Novak Djokovic, na primeira rodada de Roland Garros de 2009. Se retirou das quadras em 2011.

## Conquistas

### Simples
- 1995 ATP de Bogotá, Colômbia
- 1999 ATP de Indianápolis, Estados Unidos
- 1999 ATP de Lyon, França
- 2001 ATP de Kitzbühel, Áustria
- 2002 ARP de Sankt Pölten, Áustria

### Duplas
- 1997 ATP de Amsterdam, Holanda com Paul Kilderry  Austrália
- 1997 ATP da Cidade do México, México com Daniel Orsanic  Argentina
- 1999 ATP de Adelaide, Austrália com Gustavo Kuerten  Brasil